# Cercocebus lunulatus
Cercocebus lunulatus är en primat i familjen markattartade apor som förekommer i västra Afrika. Populationen listades tidigare som underart till Cercocebus atys eller ibland till Cercocebus torquatus och sedan 2010-talet godkänns den som art.

## Utseende
Arten har allmänt samma utseende och storlek som Cercocebus atys. Kännetecknande är den vita färgen av de längre håren på bakhuvudet samt på djurets nacke som bildar en krona. På nacken är kronans bakre kant V-formig. Ansiktets nakna delar kring nosen och ögonen är mörk köttfärgade och ögonlocken är vitaktiga. Hos de flesta individer är pälsen på bålen och på hjässan gråaktig till gråbrun men vissa exemplar har en ljusare till gulbrun päls. Det finns en tydlig mörk längsgående strimma på ryggens mitt. Liksom hos andra arter av samma släkte är hannar större än honor.

## Utbredning
Cercocebus lunulatus har tre eller fler från varandra skilda utbredningsområden i Elfenbenskusten, Ghana och södra Burkina Faso. Den lever i olika slags ursprungliga eller förändrade skogar. Primaten hittas bland annat i galleriskogar, i mangrove, i träskmarker med träd och i mera öppna landskap med skogsdungar.

## Ekologi
Arten går främst på marken men den klättrar även i växtligheten. Liksom hos andra släktmedlemmar bildas flockar.

## Status
Denna primat hotas av skogsavverkningar och av jakt för köttets skull. IUCN uppskattar att hela beståndet minskade med 50 procent under de gångna 27 åren (räknad från 2016) och listar arten som starkt hotad (EN).